# Manzaneda

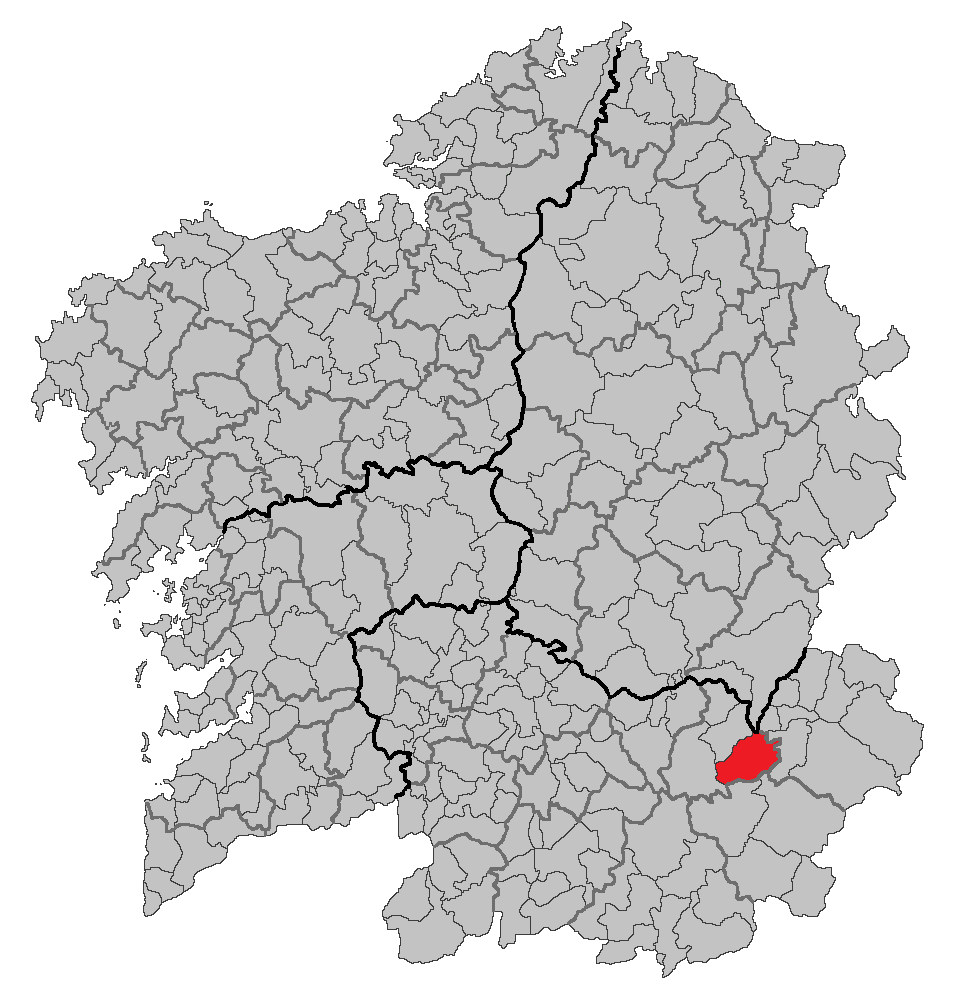
Localisation de Manzaneda en Galice.

Manzaneda est une commune de la province d'Ourense en Galice (Espagne) appartenant à la comarque de Terra de Trives. Manzaneda est située dans la région de Galice la plus élevée, c'est une zone actuellement protégée et susceptible de devenir un parc national d'Espagne.
Population recensée en 2007 : 1 069 habitants, en 2005 : 1 113 habitants, et en 2004 : 1 150 habitants.
Petite ville connue, entre autres par d'importants vestiges de l'époque médiévale, sa station de ski et d'activités de montagne, située à Pobra de Trives.

## Domaine skiable
Manzaneda est la seule station de sports d'hiver située en Galice et dans ce massif montagneux. Trois gros immeubles d'esthétique purement fonctionnelle et un restaurant ont été construits sur un terrain plan au niveau d'un vaste parking. Ouverte toute l'année, la saison hivernale y est fortement tributaire de l'enneigement naturel. Malgré le fait que des enneigeurs - ainsi qu'une retenue collinaire - aient été installés en 2018 de part et d'autre du télésiège principal, les remontées mécaniques peuvent ne pas fonctionner pendant la période de Noël. La pleine saison y commence généralement fin janvier et se termine début avril. 
L'essentiel du domaine est constitué de pistes en terrain régulier et de base en herbe, sur des pentes de type collinaire. Aucun restaurant d'altitude n'est implanté sur le domaine.
À environ trente mètres de dénivelé au-dessus du parking, le télésiège 6-places débrayable Manzaneda part. Celui-ci - la seule remontée offrant un fort débit - rejoint depuis sa construction en 2003 le sommet du domaine et dessert l'essentiel des pistes, en majorité orientées vers la station. Sur un versant éloigné, quelques pistes sont desservies par un teleski. La piste de montée y est raide et irrégulière, et les pistes passent sur un terrain en petits arbustes. Tous les téléskis ont été construits en 1975.
Au-delà du ski, la station propose diverses activités sportives telles qu'un terrain de football, des terrains de tennis, une piste de karting, de l'équitation, du tir à l'arc, une salle multisports, une piscine couverte de 25 m, un spa, un mur d'escalade, un parc aventure et une tyrolienne de 250 m de long. 